# 中阳楼
37°07′47″N 111°48′18″E / 37.12972°N 111.80500°E
中阳楼位于中国山西省孝义市中阳楼街道古城大街，2006年被列为第六批全国重点文物保护单位。
中阳楼始建于汉魏时期，屡废屡建，现存建筑为清宣统元年（1909年）重建。楼为木结构，平面呈方形，高四层，四檐十字歇山顶。楼施以永定柱造，各层廊柱内收。四个墩台高1.5米，底层高5米，二层高3.64米，三层高4米，四层高3米，顶高4米，吻高2米，通高23.14米。